# Icsihara Szeiki
Icsihara Szeiki (市原 聖曠; Hepburn: Ichihara Seiki) (Japán, ? –) japán válogatott labdarúgó, később a japán női labdarúgó-válogatott szövetségi kapitánya is volt.